# Trambouze
Die Trambouze ist ein Fluss in Frankreich, der in der Region Auvergne-Rhône-Alpes verläuft. Sie entspringt im Gemeindegebiet von Cours, entwässert generell in südwestlicher Richtung und mündet nach rund 20 Kilometern an der Gemeindegrenze von Montagny und Saint-Victor-sur-Rhins als rechter Nebenfluss in den Rhins. Auf ihrem Weg durchquert die Trambouze die Départements Rhône und Loire.

## Orte am Fluss
(Reihenfolge in Fließrichtung)
- La Ville, Gemeinde Cours
- Cours-la-Ville, Gemeinde Cours
- Chassignol, Gemeinde Sevelinges
- Pont-Trambouze, Gemeinde Cours
- Bourg-de-Thizy, Gemeinde Thizy-les-Bourgs
- Le Moulin de Basculon, Gemeinde Combre
- Le Moulin du Vierre, Gemeinde Saint-Victor-sur-Rhins
- La Tombée, Gemeinde Montagny